# Mont Victoria (Nouvelle-Guinée)
Pour les articles homonymes, voir Mont Victoria.
Le mont Victoria (4 038 mètres) est le point culminant de la chaîne Owen Stanley dans la province centrale en Papouasie-Nouvelle-Guinée. Il se trouve à environ 75 km au nord-nord-ouest de Port Moresby d'où on peut le voir par temps clair.

## Histoire
Initialement connu sous le nom de Grande Montagne il y eut plusieurs tentatives d'ascension du sommet par les colons britanniques dans les années 1880. Ces tentatives ont échoué après des heurts avec les villageois. 
La première ascension réussie est due en 1889 à l'administrateur britannique de Nouvelle-Guinée, Sir William MacGregor. MacGregor était administrateur du territoire depuis six mois seulement lorsqu'on le contraignit à lancer une expédition conduite par lui-même pour escalader la montagne. 
Il partit le 17 mai 1889, pour approcher de la montagne par l'ouest en longeant la rivière Vanapa. Son équipe comprenait son secrétaire privé JB Cameron et des porteurs samoans, papous et polynésiens. Après avoir gravi deux petites montagnes, le mont Musgrave et le Mont-Knutsford, MacGregor escalada la Grande Montagne, le 11 juin qu'il rebaptisa aussitôt mont Victoria en l'honneur de la reine Victoria.